# Ariel Ibagaza
Ariel Miguel Santiago Ibagaza (ur. 27 października 1976 w Buenos Aires) – argentyński piłkarz grający na pozycji ofensywnego pomocnika. Nosi przydomek „El Caño”. Posiada także obywatelstwo hiszpańskie.

## Kariera klubowa
Ibagaza urodził się w Buenos Aires. Piłkarską karierę rozpoczął w tamtejszym klubie Club Atlético Lanús. W argentyńskiej Primera División zadebiutował w sezonie 1994/1995. W kolejnym był już podstawowym zawodnikiem zespołu i wtedy też osiągnął swój jedyny sukces - zdobył Copa CONMEBOL (2:0 i 0:1 z kolumbijskim Independiente Santa Fe). Rok później z Lanús znów dotarł do finału, ale zespół okazał się gorszy od brazylijskiego Clube Atlético Mineiro (1:4, 1:1). W Lanús występował do końca sezonu 1997/1998. Rozegrał dla tego klubu 97 meczów i zdobył 10 goli.
Latem 1998 Ibagaza wyjechał do Hiszpanii. Został zawodnikiem RCD Mallorca, do którego ściągnął go jego rodak i były trener Héctor Cúper. W lidze hiszpańskiej zadebiutował 30 sierpnia w zremisowanym 0:0 wyjazdowym spotkaniu z Salamancą. Od początku swojego pobytu na Majorce był podstawowym zawodnikiem drużyny. W 1999 roku zajął z nią wysokie 3. miejsce w lidze oraz dotarł do finału Pucharu Zdobywców Pucharów, który wygrało 2:1 włoskie S.S. Lazio. Jesienią nie zdołał awansować z Mallorcą do fazy grupowej Ligi Mistrzów. Jednak w 2001 roku znów zajął ze swoim klubem 3. pozycję w La Liga, a jesienią występował rozgrywkach grupowych Pucharu Mistrzów. Z kolei w 2003 roku zdobył Puchar Króla.
Latem 2003 roku Ibagaza trafił za 5 milionów euro do Atlético Madryt. W zespole prowadzonym przez José Murcię zadebiutował 31 sierpnia w przegranym 0:1 domowym meczu z Sevillą. W Atlético często wybiegał w podstawowej jedenastce, jednocześnie napotykając konkurencję w środkowej linii ze strony rodaka Diego Simeone, Francuza Petera Luccina czy Gonzalo Colsy. W zespole „Los Colchoneros” występował przez trzy sezony, ale nie odniósł większych sukcesów. W tym czasie rozegrał 85 meczów i zdobył 4 bramki.
W 2006 roku Argentyńczyk odszedł z Atlético na zasadzie wolnego transferu i wrócił do Mallorki. Został mianowany kapitanem zespołu, a w 2007 roku przedłużył kontrakt z klubem o kolejne dwa lata. W sezonie 2007/2008 był najlepszym asystentem hiszpańskiej ligi.
W lipcu 2008 roku Ibagaza podpisał dwuletni kontrakt z wicemistrzem Hiszpanii, Villarrealem. Suma transferu wyniosła 1,5 miliona euro. W Villarrealu zadebiutował 31 sierpnia 2008 roku w zremisowanym 1:1 wyjazdowym spotkaniu z Osasuną Pampeluna. W Villarrealu spędził dwa sezony.
W połowie 2010 roku Ibagaza odszedł do greckiego Olympiakosu Pireus. W Alpha Ethniki zadebiutował 11 września w wygranym 2:0 domowym meczu z Kerkyrą. W sezonach 2010/2011, 2011/2012, 2012/2013 i 2013/2014 wywalczył mistrzostwo Grecji. Zdobył też dwa Puchary Grecji w sezonach 2011/2012 i 2012/2013.
Latem 2014 Ibagaza przeszedł do Panioniosu. W 2015 zakończył w nim swoją karierę.
| Sezon   | Klub                | Kraj      | Rozgrywki        | Mecze | Bramki |
| ------- | ------------------- | --------- | ---------------- | ----- | ------ |
| 1994/95 | Club Atlético Lanús | Argentyna | Primera División | 5     | 0      |
| 1995/96 | Club Atlético Lanús | Argentyna | Primera División | 36    | 4      |
| 1996/97 | Club Atlético Lanús | Argentyna | Primera División | 34    | 4      |
| 1997/98 | Club Atlético Lanús | Argentyna | Primera División | 22    | 2      |
| 1998/99 | RCD Mallorca        | Hiszpania | Primera División | 26    | 5      |
| 1999/00 | RCD Mallorca        | Hiszpania | Primera División | 30    | 1      |
| 2000/01 | RCD Mallorca        | Hiszpania | Primera División | 34    | 10     |
| 2001/02 | RCD Mallorca        | Hiszpania | Primera División | 20    | 1      |
| 2002/03 | RCD Mallorca        | Hiszpania | Primera División | 32    | 2      |
| 2003/04 | Atlético Madryt     | Hiszpania | Primera División | 30    | 2      |
| 2004/05 | Atlético Madryt     | Hiszpania | Primera División | 30    | 2      |
| 2005/06 | Atlético Madryt     | Hiszpania | Primera División | 25    | 0      |
| 2006/07 | RCD Mallorca        | Hiszpania | Primera División | 29    | 1      |
| 2007/08 | RCD Mallorca        | Hiszpania | Primera División | 32    | 5      |
| 2008/09 | Villarreal CF       | Hiszpania | Primera División | 30    | 1      |
| 2009/10 | Villarreal CF       | Hiszpania | Primera División | 24    | 2      |
| 2010/11 | Olympiakos SFP      | Grecja    | Superleague      | 24    | 0      |
| 2011/12 | Olympiakos SFP      | Grecja    | Superleague      | 16    | 0      |
| 2012/13 | Olympiakos SFP      | Grecja    | Superleague      | 21    | 0      |
| 2013/14 | Olympiakos SFP      | Grecja    | Superleague      | 11    | 1      |
| 2014/15 | Panionios GSS       | Grecja    | Superleague      | 23    | 0      |

## Kariera reprezentacyjna
W reprezentacji Argentyny Ibagaza zadebiutował 18 sierpnia 2004 roku w wygranym 2:1 towarzyskim spotkaniu z Japonią. Wcześniej w 1995 roku wywalczył z kadrą U-20 mistrzostwo świata w 1995 roku - na tym turnieju zdobył jedną bramkę.